# 都立大学駅
都立大学駅（とりつだいがくえき）は、東京都目黒区中根一丁目にある、東急電鉄東横線の駅である。駅番号はTY06。
駅名はかつて近隣に存在した東京都立大学に由来するが、隣駅の学芸大学駅と同様、現在の同名の大学の最寄り駅にはなっていない（駅名の由来節も参照）。

## 歴史
- 1927年（昭和2年）8月28日 - 柿ノ木坂駅として開業[2]。開業当初は相対式ホームだった[2]。
- 1931年（昭和6年）
  - 7月25日 - 駅名を府立高等前駅に改称[2]。
  - 8月 - 島式ホームとなる[2]。
- 1932年（昭和8年）3月31日 - 駅名を府立高等駅に改称[2]。
- 1943年（昭和18年）12月1日 - 駅名を都立高校駅に改称[2]。
- 1952年（昭和27年）7月1日 - 駅名を都立大学駅に改称[2]。
- 1959年（昭和34年）11月26日 - 駅付近立体交差工事着手[4]。
- 1961年（昭和36年）
  - 4月12日 - 上り線を高架化[5][6]。
  - 4月16日 - 下り線を高架化[5][6]。
  - 9月14日 - 駅改良工事竣工[2][7]。
- 1972年（昭和47年）6月17日 - 駅業務システムの自動化モデル3駅（祐天寺駅、学芸大学駅、桜木町駅）に続き、自動改札機（5台）を設置。同時に、自動券売機を磁気券化、エンコード可能な定期券発行機を新設する[8]。

- 2007年（平成19年）3月18日 - ICカード「PASMO」の利用が可能となる[9]。

### 駅名の由来
開業時は荏原郡碑衾町大字衾の字柿ノ木坂に立地していたことから、そのまま地名を採用し柿ノ木坂駅となった。
1930年、東京横浜電鉄の事実上の創業者である五島慶太の沿線開発策の一環として、碑衾町大字衾の地（現在の目黒区八雲一丁目）を買収して、東京都立大学（都立大学）・都立大学附属高校の前身である旧制府立高等学校を麹町区（現在の千代田区）永田町から誘致することが決まり、翌年駅名もこれに合わせて府立高等前駅になった。実際の移転はさらにその翌年4月だった。以降、同校の名称変更に伴い駅名も変更された。
1991年に都立大学は敷地が手狭であったことなどから広大な用地が確保できる多摩ニュータウンの南大沢（八王子市）へ移転したが、駅名は変更されなかった。なお、このとき都立大学附属高校は目黒区八雲の都立大学跡地に隣接して残っていた。このため学芸大学駅と同様に、入学試験当日に都立大学の受験生が間違えて当駅に下車することがあった。
目黒線・東急多摩川線などの路線名変更に際して駅名を変更するかどうか検討された。実際に1999年5月、東京急行電鉄は駅名を「都立大学駅」から変更することについて「3分の2以上の賛成で新駅名を検討する」として地域住民にアンケートをとった。結果、投票数1066票、改称賛成630票・反対436票で賛成が反対を上回っていたものの、「改称賛成が3分の2に達しない」という理由で改称が見送られた。
なお、旧東京都立大学が2005年に「首都大学東京」に再編され2011年3月に閉学し、同時に附属高校も桜修館中等教育学校へ吸収されたため、都立大学駅は西武新宿線の都立家政駅と同様に存在しない学校名を掲げた駅名となっていたが、首都大学東京は2020年4月から再度「東京都立大学」に名称変更されたため、駅名と実際の大学のメインキャンパスの最寄り駅（京王相模原線南大沢駅）が一致しないケースとなっている。

## 駅構造
相対式ホーム2面2線を有する高架駅である。ホームと改札との間にはエレベーターが設置されている。トイレはホーム行きエレベーターの手前にある。下り（横浜方面）ホーム行きエレベーターの手前に女性用が、上り（渋谷方面）ホーム行きエレベーターの手前に男性用がある。多機能トイレは男女各トイレに1室ずつ用意されている。
ホームから改札口へ向かう階段は上下線ともに横浜方の端にある。そのため、当駅へ向かう場合は8号車を利用すると階段に近い位置で降車できる。
当駅が高架化された当初は目黒通り側に北口を設ける計画があり、既に大階段が完成していたが、1967年（昭和42年）のホーム延伸工事で撤去され、実現することはなかった。

### のりば
| 番線 | 路線   | 方向 | 行先                                   |
| ---- | ------ | ---- | -------------------------------------- |
| 1    | 東横線 | 下り | 横浜・元町・中華街・新横浜・二俣川方面 |
| 2    | 東横線 | 上り | 渋谷・池袋・川越市・所沢方面           |

- 当駅には東急新横浜線・相鉄線に乗り入れる列車は停車しないため、新横浜・二俣川方面へは途中駅での乗り換えが必要となる。

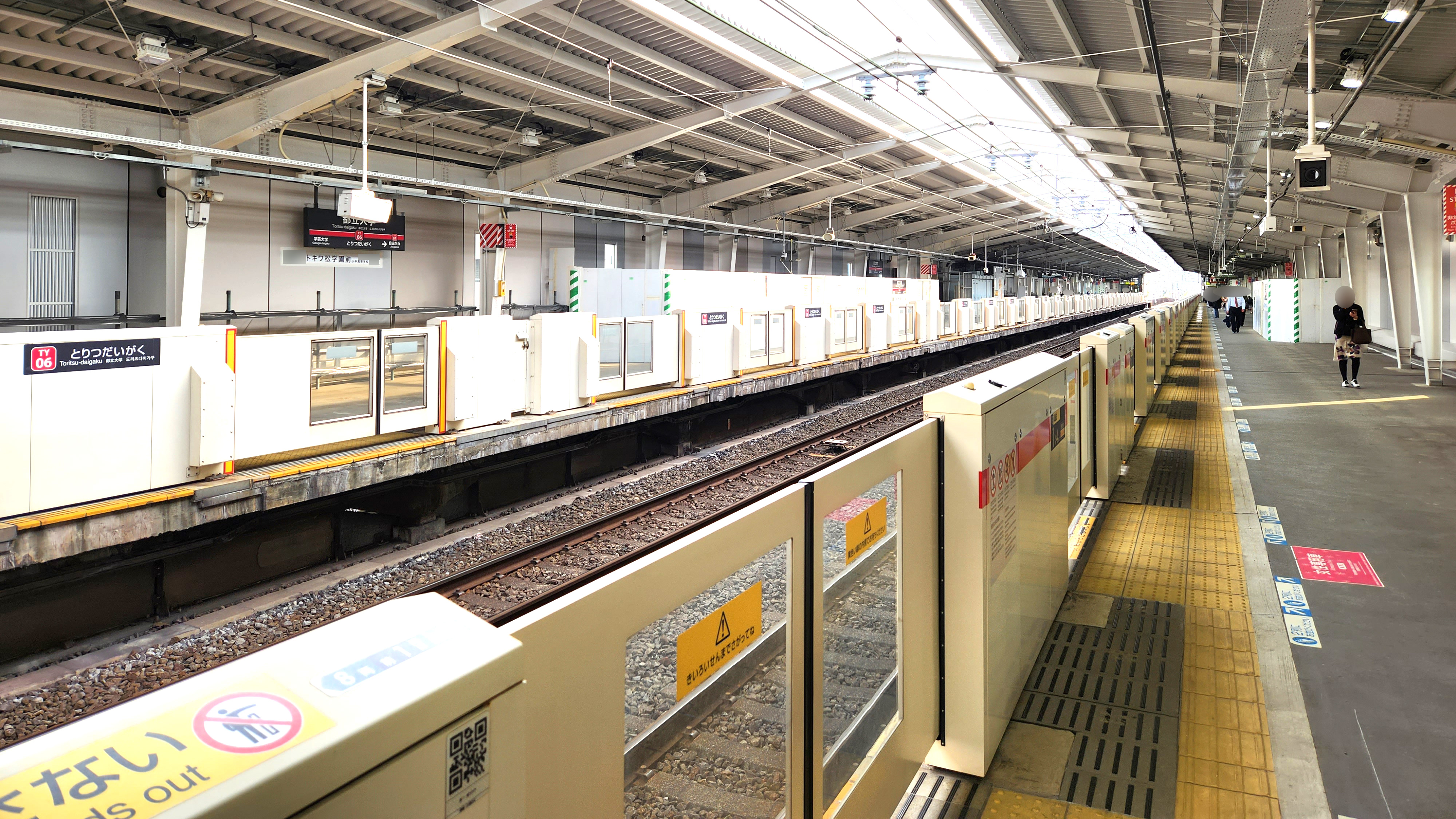
ホーム（2023年4月）

## 利用状況
2024年度の1日平均乗降人員は46,393人である。
近年の1日平均乗降・乗車人員の推移は下記の通り。
| 年度               | 1日平均 乗降人員 | 1日平均 乗車人員 | 出典     |
| ------------------ | ---------------- | ---------------- | -------- |
| 1990年（平成02年） |                  | 31,063           | [ * 1 ]  |
| 1991年（平成03年） |                  | 27,877           | [ * 2 ]  |
| 1992年（平成04年） |                  | 27,175           | [ * 3 ]  |
| 1993年（平成05年） |                  | 26,751           | [ * 4 ]  |
| 1994年（平成06年） |                  | 26,227           | [ * 5 ]  |
| 1995年（平成07年） |                  | 26,169           | [ * 6 ]  |
| 1996年（平成08年） |                  | 25,951           | [ * 7 ]  |
| 1997年（平成09年） |                  | 25,493           | [ * 8 ]  |
| 1998年（平成10年） |                  | 24,307           | [ * 9 ]  |
| 1999年（平成11年） |                  | 23,915           | [ * 10 ] |
| 2000年（平成12年） |                  | 23,682           | [ * 11 ] |
| 2001年（平成13年） |                  | 23,483           | [ * 12 ] |
| 2002年（平成14年） | 44,661           | 22,973           | [ * 13 ] |
| 2003年（平成15年） | 44,948           | 23,052           | [ * 14 ] |
| 2004年（平成16年） | 45,100           | 22,981           | [ * 15 ] |
| 2005年（平成17年） | 45,594           | 23,173           | [ * 16 ] |
| 2006年（平成18年） | 45,951           | 23,367           | [ * 17 ] |
| 2007年（平成19年） | 47,099           | 23,992           | [ * 18 ] |
| 2008年（平成20年） | 47,883           | 24,351           | [ * 19 ] |
| 2009年（平成21年） | 47,354           | 24,088           | [ * 20 ] |
| 2010年（平成22年） | 46,473           | 23,591           | [ * 21 ] |
| 2011年（平成23年） | 46,204           | 23,509           | [ * 22 ] |
| 2012年（平成24年） | 47,385           | 23,959           | [ * 23 ] |
| 2013年（平成25年） | 47,631           | 24,192           | [ * 24 ] |
| 2014年（平成26年） | 47,039           | 23,827           | [ * 25 ] |
| 2015年（平成27年） | 47,686           | 24,153           | [ * 26 ] |
| 2016年（平成28年） | 48,584           | 24,595           | [ * 27 ] |
| 2017年（平成29年） | 48,886           | 24,718           | [ * 28 ] |
| 2018年（平成30年） | 49,233           | 24,874           | [ * 29 ] |
| 2019年（令和元年） | 49,045           | 24,762           | [ * 30 ] |
| 2020年（令和02年） | 35,277           |                  |          |
| 2021年（令和03年） | 40,570           |                  |          |
| 2022年（令和04年） | 44,353           |                  |          |
| 2023年（令和05年） | 45,350           |                  |          |
| 2024年（令和06年） | 46,393           |                  |          |

## 駅周辺
- 目黒通り
- 東京都立桜修館中等教育学校
- めぐろ区民キャンパス - 旧都立大学キャンパス跡地に建設されたもの[3]
  - めぐろパーシモンホール
  - 八雲中央図書館
- 目黒区立八雲小学校
- 学校法人トキワ松学園
- 八雲学園中学校・高等学校
- 目黒区役所西部地区サービス事務所
- 目黒区碑文谷保健センター
- 碑文谷警察署
- 目黒柿ノ木坂郵便局
- 目黒碑文谷四郵便局
- 目黒八雲二郵便局
- 都立大学東急ストア
- イオンスタイル碑文谷

### バス路線
いずれも東急バスの路線である。バスターミナルはないが、駅周辺の目黒通り沿いなどに分散して設置されている。
- 都立大学駅前[20]
  - 北方向
    - 多摩01：東京医療センター[20]

  - 南方向
    - 多摩01：多摩川駅（緑が丘駅・奥沢駅・雪が谷経由）[20]
- 都立大学駅北口[21]
  - 目黒通り・東方向・交差点東側
    - 東98[22]：東京駅南口（清水・目黒駅前・東京タワー経由）[21]・目黒駅前（清水経由）
    - 黒02・黒07：目黒駅前（清水経由）

  - 目黒通り・東方向・交差点西側
    - 都立34：【循環】東京医療センター（野沢龍雲寺・下馬営業所経由)
    - 都立35：三宿（学芸大学附属高校経由、入庫便のみ）

  - 目黒通り・西方向・交差点東側
    - 東98：等々力操車所（等々力七丁目・等々力経由）
    - 黒02：二子玉川駅（等々力七丁目・上野毛駅経由）
    - 黒02：等々力七丁目 ※夜間のみ
    - 黒07：弦巻営業所（日本体育大学前・桜新町駅経由）

  - 目黒通り・西方向・交差点西側
    - 都立34：東京医療センター
    - 都立01：弦巻営業所（桜新町駅経由）※朝のみ

## 隣の駅
東急電鉄
 東横線
■特急・□通勤特急・■急行
通過
■各駅停車
学芸大学駅 (TY05) - 都立大学駅 (TY06) - 自由が丘駅 (TY07)